# Radio Dimensione Suono
Radio Dimensione Suono , también conocida por las siglas RDS , es una emisora de radio privada italiana con sede en Roma y una oficina secundaria en Milán , donde también se encuentra la sede. 
Es la segunda radio más escuchada en Italia después de RTL 102.5

## Historia
Nació en Roma en 1978 gracias a la iniciativa de Roberto Giorgio en colaboración con Mario Tagliaferri. En 1979 se emitió en la frecuencia FM 103.100.
En 1981 Eduardo Montefusco, actual propietario y editor, se hizo cargo del 50% de la empresa hasta 1998 cuando compró el paquete completo de acciones. Los estudios se trasladaron de Balduina a Piazza Euclide.
En 1986 tuvo lugar un nuevo traslado de los estudios, que se trasladó a Viale Mazzini. A finales de la década de los ochenta se inició la expansión por todo el territorio nacional con el nuevo nombre Red Dimensione Suono. A nivel de área, se crean otras dos emisoras para apoyar a la red nacional, Dimensione Suono Roma y Dimensione Suono 2 (que en 2018 cambiará su nombre a Dimensione Suono Soft). Las otras emisoras de área del grupo RDS son Ram Power y Discoradio. En 1988 compró las frecuencias de Radio Tele Magia (RTM) a Mauro D'Itri .
En los noventa la fórmula adoptada es la combinación Hit , 50% música italiana y 50% música extranjera, 100% grandes éxitos (inventado por Carlo Mancini). A partir de mediados de los noventa tomó el nombre de RDS Radio Dimensione Suono y gracias a las inversiones en frecuencias y la fórmula musical alcanzó el primer lugar en las encuestas de escucha de radios de las emisoras privadas más escuchadas en 1997 , confirmándose como líder también en 1998 y 1999.
Actualmente, RDS está disponible de varias formas: en TV por satélite, radio, streaming en internet y por aplicaciones para terminales con iOS / Android, en Radio DAB, en la emisora nacional mux DAB Italia , y en las redes sociales Facebook, Twitter e Instagram.